# Zikanita egregia
Zikanita egregia là một loài bọ cánh cứng trong họ Cerambycidae.